# Newton Heath F.C. mùa bóng 1894–95
Mùa giải 1894-1895 là mùa giải thứ ba của Newton Heath trong Liên đoàn bóng đá và mùa giải đầu tiên tại giải bóng đá Hạng hai. Đội bóng đứng thứ ba tại giải hạng Hai, giành quyền vào chơi trong một trận đấu thử nghiệm chống lại Stoke City để giành lại quyền tham dự giải Hạng nhất. Đội bóng đã thua khi chơi tại sân Vale Park của Burslem với tỷ số 3-0 và ở lại giải hạng Hai. Tại Cup FA, Đội bóng bị loại ở vòng đầu tiên sau khi thua 3-2 trước Stoke City.
Một trận đấu với Walsall Town Swifts đã được diễn ra vào ngày 9 tháng 3, khi đó Newton Heath chiến thắng 14-0. Tuy nhiên, Walsall đã phàn nàn về tình trạng sân trước trận đấu, và thêm một lớp cát đã được bổ sung trước khi giao bóng lần đầu. Phản đối của Walsall, được chấp nhận bởi Liên đoàn bóng đá, kết quả đã được hủy bỏ và trận đấu đã được lặp lại vào ngày 9 tháng 4 và thêm một lần nữa Newton Heath giành được chiến thắng với tỷ số 9-0.
Câu lạc bộ cũng tham gia tại giải Lancashire Senior Cup và Manchester Senior Cup trong mùa giải 1894-1895, nhưng đã bị loại ở vòng đầu tiên của cả hai cuộc thi. Như ở mùa giải trước, Newton Heath cũng thi đấu tại giải Lancashire Palatine League, cùng với Bury và Liverpool. Đội bóng đã đánh bại Liverpool trên sân nhà, nhưng đã không tham gia trận đấu tại Anfield và bị thua cả hai trận đấu với Bury. Đó chính là mục tiêu cuối cùng của Newton Heath ở giải Palatine League.

## Giải bóng đá Hạng hai (Football League Second Division)
| Thời gian               | Đối thủ             | H/A | Tỷ số Bt-Bb | Cầu thủ ghi bàn                                            | Số lượng khán giả |
| ----------------------- | ------------------- | --- | ----------- | ---------------------------------------------------------- | ----------------- |
| ngày 8 tháng 9 năm 1894 | Burton Wanderers    | A   | 0 – 1       |                                                            | 3,000             |
| 15 tháng 9 năm 1894     | Crewe Alexandra     | H   | 6 – 1       | Dow (2), Smith (2), Clarkin, McCartney                     | 6,000             |
| 22 tháng 9 năm 1894     | Leicester Fosse     | A   | 3 – 2       | Dow (2), Smith                                             | 6,000             |
| 6 tháng 10 năm 1894     | Darwen              | A   | 1 – 1       | Donaldson                                                  | 6,000             |
| 13 tháng 10 năm 1894    | Woolwich Arsenal    | H   | 3 – 3       | Donaldson (2), Clarkin                                     | 4,000             |
| 20 tháng 10 năm 1894    | Burton Swifts       | A   | 2 – 1       | Donaldson (2)                                              | 5,000             |
| 27 tháng 10 năm 1894    | Leicester Fosse     | H   | 2 – 2       | McNaught, Smith                                            | 3,000             |
| 3 tháng 11 năm 1894     | Manchester City     | A   | 5 – 2       | Smith (4), Clarkin                                         | 14,000            |
| 10 tháng 11 năm 1894    | Rotherham Town      | H   | 3 – 2       | Davidson, Donaldson, Peters                                | 4,000             |
| 17 tháng 11 năm 1894    | Grimsby Town        | A   | 1 – 2       | Clarkin                                                    | 3,000             |
| 24 tháng 11 năm 1894    | Darwen              | H   | 1 – 1       | Donaldson                                                  | 5,000             |
| 1 tháng 12 năm 1894     | Crewe Alexandra     | A   | 2 – 0       | Clarkin, Smith                                             | 600               |
| 8 tháng 12 năm 1894     | Burton Swifts       | H   | 5 – 1       | Peters (2), Smith (2), Dow                                 | 4,000             |
| 15 tháng 12 năm 1894    | Notts County        | A   | 1 – 1       | Donaldson                                                  | 3,000             |
| 22 tháng 12 năm 1894    | Lincoln City        | H   | 3 – 0       | Donaldson, Millar, Smith                                   | 2,000             |
| 24 tháng 12 năm 1894    | Burslem Port Vale   | A   | 5 – 2       | Clarkin, Donaldson, McNaught, Millar, Smith                | 1,000             |
| 26 tháng 12 năm 1894    | Walsall Town Swifts | A   | 2 – 1       | Millar, Stewart                                            | 1,000             |
| 29 tháng 12 năm 1894    | Lincoln City        | A   | 0 – 3       |                                                            | 3,000             |
| 1 tháng 1, 1895         | Burslem Port Vale   | H   | 3 – 0       | Millar (2), Rothwell                                       | 5,000             |
| 5 tháng 1, 1895         | Manchester City     | H   | 4 – 1       | Clarkin (2), Donaldson, Smith                              | 12,000            |
| 12 tháng 1, 1895        | Rotherham Town      | A   | 1 – 2       | Erentz                                                     | 2,000             |
| 2 tháng 3 năm 1895      | Burton Wanderers    | H   | 1 – 1       | Peters                                                     | 6,000             |
| 23 tháng 3 năm 1895     | Grimsby Town        | H   | 2 – 0       | Cassidy (2)                                                | 9,000             |
| 30 tháng 3 năm 1895     | Woolwich Arsenal    | A   | 2 – 3       | Clarkin, Donaldson                                         | 6,000             |
| 3 tháng 4 năm 1895      | Walsall Town Swifts | H   | 9 – 0       | Cassidy (2), Donaldson (2), Peters (2), Smith (2), Clarkin | 6,000             |
| 6 tháng 4 năm 1895      | Newcastle United    | H   | 5 – 1       | Cassidy (2), Smith (2), McDermidd (o.g.)                   | 5,000             |
| 12 tháng 4 năm 1895     | Bury                | H   | 2 – 2       | Cassidy, Donaldson                                         | 15,000            |
| 13 tháng 4 năm 1895     | Newcastle United    | A   | 0 – 3       |                                                            | 4,000             |
| 15 tháng 4 năm 1895     | Bury                | A   | 1 – 2       | Peters                                                     | 10,000            |
| 20 tháng 4 năm 1895     | Notts County        | H   | 3 – 3       | Cassidy, Clarkin, Smith                                    | 4,000             |

| # | Câu lạc bộ      | Tr | T  | H | B | Bt | Bb | Hs | Điểm |
| - | --------------- | -- | -- | - | - | -- | -- | -- | ---- |
| 2 | Notts County    | 30 | 17 | 5 | 8 | 75 | 45 | 30 | 39   |
| 3 | Newton Heath    | 30 | 15 | 8 | 7 | 78 | 44 | 34 | 38   |
| 4 | Leicester Fosse | 30 | 15 | 8 | 7 | 72 | 53 | 19 | 38   |

### Trận đấu thử nghiệm
| Thời gian           | Đối thủ    | H/A/N | Tỷ số Bt-Bb | Cầu thủ ghi bàn | Số lượng khán giả |
| ------------------- | ---------- | ----- | ----------- | --------------- | ----------------- |
| 27 tháng 4 năm 1895 | Stoke City | N     | 0 – 3       |                 | 10,000            |

## FA Cup
| Thời gian          | Vòng đấu | Đối thủ    | H/A | Tỷ số Bt-Bb | Cầu thủ ghi bàn | Số lượng khán giả |
| ------------------ | -------- | ---------- | --- | ----------- | --------------- | ----------------- |
| 2 tháng 3 năm 1895 | Vòng 1   | Stoke City | H   | 2 – 3       | Smith, Peters   | 7,000             |